# Grandeza mexicana
Grandeza mexicana es el nombre del 28°. álbum de estudio grabado por el intérprete mexicano José José. Fue lanzado al mercado bajo el sello discográfico BMG U.S. Latin el 30 de agosto de 1994.
Después de abandonar el centro de rehabilitación de la universidad Heizelden de Minnesota, Estados Unidos y recuperarse totalmente del alcoholismo, el cantante graba por segunda vez bajo la dirección del compositor español Manuel Alejandro (anteriormente trabajó en el exitoso y millonario álbum Secretos a finales de 1983). Regresa al éxito con este álbum, del cual se difundieron como sencillos en la radio los temas: Grandeza mexicana, Un dúo con su hijo mayor José Joel, La barca de nuestro amor, No existe la experiencia en el amor, Mujer, Déjalo todo y Nadie como ella.

## Lista de canciones[1]
Todos los temas escritos y compuestos por Manuel Alejandro.

| Grandeza mexicana |                                        |                  |          |  |
| N.º               | Título                                 | Escritor(es)     | Duración |  |
| 1.                | «Grandeza mexicana»                    | Manuel Alejandro | 3:28     |  |
| 2.                | «Nadie como ella»                      | Manuel Alejandro | 3:58     |  |
| 3.                | «La fuerza la sangre» (con José Joel)  | Manuel Alejandro | 5:20     |  |
| 4.                | «Mujer»                                | Manuel Alejandro | 3:13     |  |
| 5.                | «Te quiero joven»                      | Manuel Alejandro | 3:35     |  |
| 6.                | «La barca de nuestro amor»             | Manuel Alejandro | 4:25     |  |
| 7.                | «José y Manuel» (con Manuel Alejandro) | Manuel Alejandro | 4:10     |  |
| 8.                | «Déjalo todo»                          | Manuel Alejandro | 3:43     |  |
| 9.                | «No existe la experiencia del amor»    | Manuel Alejandro | 3:50     |  |
| 10.               | «Me olvidé de olvidarte»               | Manuel Alejandro | 3:38     |  |

## Créditos y personal[1]
| Músicos - José José - Voz, Contrabajo en "José y Manuel". - Augusto J. Alguero - Programación de Sintetizadores y secuenciadores. - Manuel Alejandro, Jesús Glück, Sandra, Marian, Beatriz y Viviana Beigbeder - Piano acústico y teclados. - Joaquín Torres - Guitarras - Tito Duarte - Percusiones - Manolo Morales - Soprano - Mercedes Vallmaña, Ana María Navarrete - Coros - María Victoria Navarrete, Cristina Fernández - Coros - José Luis Medrano, José Antonio Barco - Trompetas - Orquesta Sinfónica Filharmónica de Madrid - Sección de cuerdas - David Beigbeder - Dirección | Producción - Manuel Alejandro - Composición, orquestación, realización y producción. - David Beigbeder, Joaquín Torres - Coproducción artística - (Producciones S.A.) Sandra, Marian, Beatriz y Viviana Beigbeder. - Grabado y mezclado por Joaquín Torres en Torres Sonido (Parquelagos, España). - Álvaro Corsanego - Edición digital - Mariví Centeno - Asistente de grabación - Ellsa Zublaga - Diseño gráfico - Paola Martínez M. - Retoque fotográfico - Carlos Somonte - Fotografía - Gabriela Grech Gamendio - Asistente de fotografía - Piti Pastor - Maquillaje - Guillermo Vicedo - Management Showtime |